# 침산중학교
침산중학교(砧山中學校)는 대한민국 대구광역시 북구 침산동에 있는 공립 중학교이다.

## 학교 연혁
1983년 11월 25일 : 학교 설립인가(30학급 2,100명)
- 1984년 3월 1일 : 초대 오상도 교장 취임
- 1984년 3월 5일 : 제1회 입학식(10학급 662명)
- 1985년 3월 1일 : 달산중학교를 침산중학교로 교명 변경
- 1987년 2월 12일 : 제1회 졸업식(676명)
- 1991년 12월 30일 : 교사 7차 증축(교실 4)
- 2001년 1월 19일 : 체육관 및 다목적 교실 준공
- 2001년 3월 1일 : 남·여 공학으로 교칙 변경
- 2001년 12월 8일 : 학교 급식소 준공
- 2004년 9월 30일 : 교기 합숙소 및 체력 단련실 준공
- 2004년 11월 23일 : 학교 운동장 우레탄 설치 공사 완공
- 2008년 3월 1일 : 제10대 김국현 교장 취임
- 2015년 2월 6일 : 제29회 졸업식(11학급 378명, 누계 14,725명)
- 2019년 2월 1일 : 제33회 졸업식(남 127명, 여 104명 계 231명)
- 2022년 9월 1일 : 제16대 이승환 교장 취임

## 참고 자료
- 침산중학교 - 한국교육학술정보원 학교알리미